# Großer Preis von Großbritannien 2003
Der Große Preis von Großbritannien 2003 (offiziell LVI Foster’s British Grand Prix) fand am 20. Juli auf dem Silverstone Circuit in Silverstone statt und war das elfte Rennen der Formel-1-Weltmeisterschaft 2003.

## Berichte

### Hintergrund
Nach dem Großen Preis von Frankreich führte Michael Schumacher in der Fahrerwertung mit acht Punkten vor Kimi Räikkönen und mit elf Punkten vor Ralf Schumacher. In der Konstrukteurswertung führte Ferrari mit drei Punkten vor Williams-BMW und mit 18 Punkten vor McLaren-Mercedes.
Für Antonio Pizzonia sollte es das letzte Grand Prix-Wochenende werden.
Mit Michael Schumacher, David Coulthard und Jacques Villeneuve (jeweils zweimal) traten drei ehemalige Sieger zu diesem Grand Prix an.

### Training
Vor dem Sonntagsrennen fanden vier Trainingseinheiten statt – zwei am Freitag und zwei am Samstag. Die Sitzungen am Freitagvormittag und -nachmittag dauerten jeweils eine Stunde. Das dritte und letzte Training fand am Samstagmorgen statt und dauerte 45 Minuten.
Am Freitag war Coulthard mit einer Zeit von 1:20,039 Minuten der Schnellste vor Mark Webber und Fernando Alonso.
Am Samstag fuhr dann Juan Pablo Montoya mit 1:21,415 Minuten die schnellste Runde vor Rubens Barrichello und Michael Schumacher.

### Qualifikation
Im ersten Qualifikationsabschnitt am Freitag (Vor-Qualifikation) fuhr Michael Schumacher die schnellste Zeit vor den beiden Williams von Montoya und Ralf Schumacher.
Im zweiten Qualifikationsabschnitt am Samstag war dann Barrichello der Schnellste und sicherte sich so die Pole-Position. Jarno Trulli und Räikkönen folgten auf den Plätzen zwei und drei.

### Warm Up
Im Warm Up war Barrichello der Schnellste. Ihm folgten Räikkönen und Michael Schumacher.

### Rennen
Barrichello erwischte einen schlechten Start und ließ sowohl Trulli als auch Räikkönen in der ersten Runde vorbeiziehen. Ralf und Michael Schumacher behielten ihre Startplätze vier und fünf. In der sechsten Runde löste sich die Kopfstütze von Coulthard beim Durchqueren der ersten Kurve (Copse), was ihn dazu zwang, gemäß den Sicherheitsvorschriften, einen Ersatz an der Box zu holen. Er verursachte so eine Safety-Car-Phase, da die Streckenposten die Strecke räumen mussten. Bei der Wiederaufnahme des Rennens schloss Barrichello die Lücke zu Räikkönen, bevor er ihn in Runde 11 überholte. In der folgenden Runde rannte ein Mann über die Rennstrecke und löste so eine weitere Safety-Car-Phase aus (s. Zwischenfall während des Rennens). Da die Zeit, in der die Fahrer ihre geplanten Boxenstopps einlegten, kurz bevorstand, entschied sich die überwiegende Mehrheit der Autos für einen Boxenstopp unter dem Safety-Car. Die zweitplatzierten Autos der jeweiligen Teams mussten sich in der Boxengasse anstellen und warteten auf den Service, wodurch sie viele Plätze verloren. Michael Schumacher, Alonso und Montoya waren alle außerhalb der Top Ten.
Die Toyotas von Cristiano da Matta und Olivier Panis – die sich entschieden hatten, nicht an die Box zu gehen – führten, während Coulthard auf dem dritten Platz lag, da er nach seinem früheren außerplanmäßigen Austausch der Kopfstütze keinen Boxenstopp benötigt hatte. Räikkönen überholte Trulli unmittelbar nach dem Neustart, bevor er Teamkollege Coulthard in derselben Runde verdrängte. Barrichello überholte dann in der 17. Runde einen langsamer werdenden Ralf Schumacher, während Räikkönen auch Panis überholte, bevor er den führenden da Matta verfolgte. Ralf Schumacher musste nach Schwierigkeiten an die Box, während Michael Schumacher Alonso nicht überholen konnte. In der 26. Runde versuchte Barrichello immer noch, Trulli zu überholen, und die beiden Führenden bauten ihre Führung weiter aus. Barrichello und Montoya überholten schließlich Trulli am Ende der 27. Runde, bevor Panis in der 29. Runde beiden zum Opfer fiel. Da Matta übergab schließlich die Führung nach einem Boxenstopp in der 30. Runde an Räikkönen. Barrichello fuhr dann die schnellste Runde und übernahm die Führung, nachdem Räikkönen zum zweiten Mal an die Box kam. Barrichello baute den Vorsprung weiter aus, aber Räikkönen übernahm nach dem zweiten Stopp des Brasilianers mit einem reduzierten Vorsprung die Führung. Nachdem Barrichello aufgeholt hatte, überholte er Räikkönen, nachdem er ihn zu einem Fehler gedrängt hatte und gewann so das Rennen.

### Zwischenfall während des Rennens
In der elften Runde, als die Fahrzeuge die Becketts-Kurve auf die Hangar-Gerade verließen, überquerte Neil Horan den Zaun im Kilt, schwenkte Transparente mit den Worten „Lies die Bibel“ und „Die Bibel hat immer Recht“ und rannte auf die Strecke. Er zwang somit mehrere Autos, ihm auszuweichen, um ihn nicht zu überfahren. Nachdem die Autos ihn passiert hatten, kehrte er schließlich zum Grasabflussbereich an der Seite der Strecke zurück und wurde von einem Streckenposten aufgegriffen. Später wurde er wegen schweren Hausfriedensbruchs angeklagt und bekannte sich vor einem Gericht in Northampton für schuldig. Er wurde für zwei Monate inhaftiert.
Der Vorfall erinnerte an die Ereignissen beim Großen Preis von Südafrika 1977, als der Streckenposten Frederick Jansen van Vuuren quer über die Strecke rannte und von Tom Pryce mit 270 km/h angefahren wurde. Sowohl van Vuuren als auch Pryce wurden durch den Aufprall getötet. Ein ähnlicher Vorfall ereignete sich auch beim Großen Preis von Deutschland 2000, als ein verärgerter ehemaliger Mercedes-Mitarbeiter aus Protest einen Teil der Rennstrecke entlangging, bevor er festgenommen wurde. Im Gegensatz zu dem deutschen Demonstranten rannte Horan direkt in der Mitte der Strecke und absichtlich auf entgegenkommende Autos zu.
Das Rennen führte zu Befürchtungen, dass die Formel-1-Bosse Max Mosley und Bernie Ecclestone, die den Medien und den Unternehmenseinrichtungen von Silverstone sehr kritisch gegenüberstanden, den Vorfall nutzen würden, um das Rennen aus dem Formel-1-Kalender zu streichen, wobei Ecclestone sagte: „Es war nicht nötig – das Rennen war auch ohne spannend genug. Aber die Sicherheit war nicht gut genug.“ Fahrer und Teamverantwortliche verteidigten jedoch die Strecke, wobei Montoya feststellte: „Das war eines der besten Rennen des Jahres, selbst mit den Zuschauern. Es hat heute so viel Spaß gemacht“. McLaren-Mercedes-Chef Ron Dennis sagte: „Es gibt keine Möglichkeit, das zu verhindern.“
Stephen Green, der Marschall, der Horan aufgriff, wurde später mit der BARC Browning Medal für „herausragenden Mut bei der Bekämpfung eines Streckeneindringlings während des britischen Grand Prix 2003 in Silverstone“ ausgezeichnet, der zweite Empfänger nach David Purley 31 Jahre zuvor.

## Meldeliste
| Team                       | Nr. | Fahrer                | Chassis         | Motor                 | Reifen |
| -------------------------- | --- | --------------------- | --------------- | --------------------- | ------ |
| Scuderia Ferrari Marlboro  | 01  | Michael Schumacher    | Ferrari F2002   | Ferrari 3.0 V10       | B      |
| Scuderia Ferrari Marlboro  | 02  | Rubens Barrichello    | Ferrari F2002   | Ferrari 3.0 V10       | B      |
| BMW.WilliamsF1 Team        | 03  | Juan Pablo Montoya    | Williams FW25   | BMW 3.0 V10           | M      |
| BMW.WilliamsF1 Team        | 04  | Ralf Schumacher       | Williams FW25   | BMW 3.0 V10           | M      |
| West McLaren Mercedes      | 05  | David Coulthard       | McLaren MP4-17D | Mercedes-Benz 3.0 V10 | M      |
| West McLaren Mercedes      | 06  | Kimi Räikkönen        | McLaren MP4-17D | Mercedes-Benz 3.0 V10 | M      |
| Mild Seven Renault F1 Team | 07  | Jarno Trulli          | Renault R23     | Renault 3.0 V10       | M      |
| Mild Seven Renault F1 Team | 08  | Fernando Alonso       | Renault R23     | Renault 3.0 V10       | M      |
| Sauber Petronas            | 09  | Nick Heidfeld         | Sauber C22      | Petronas 3.0 V10      | B      |
| Sauber Petronas            | 10  | Heinz-Harald Frentzen | Sauber C22      | Petronas 3.0 V10      | B      |
| Jordan-Ford                | 11  | Giancarlo Fisichella  | Jordan EJ13     | Ford RS 3.0 V10       | B      |
| Jordan-Ford                | 12  | Ralph Firman          | Jordan EJ13     | Ford RS 3.0 V10       | B      |
| Jaguar Racing              | 14  | Mark Webber           | Jaguar R4       | Cosworth 3.0 V10      | M      |
| Jaguar Racing              | 15  | Antonio Pizzonia      | Jaguar R4       | Cosworth 3.0 V10      | M      |
| Lucky Strike BAR Honda     | 16  | Jacques Villeneuve    | BAR 005         | Honda 3.0 V10         | B      |
| Lucky Strike BAR Honda     | 17  | Jenson Button         | BAR 005         | Honda 3.0 V10         | B      |
| Minardi F1 Team            | 18  | Justin Wilson         | Minardi PS03    | Cosworth 3.0 V10      | B      |
| Minardi F1 Team            | 19  | Jos Verstappen        | Minardi PS03    | Cosworth 3.0 V10      | B      |
| Panasonic Toyota Racing    | 20  | Olivier Panis         | Toyota TF103    | Toyota 3.0 V10        | M      |
| Panasonic Toyota Racing    | 21  | Cristiano da Matta    | Toyota TF103    | Toyota 3.0 V10        | M      |

## Klassifikationen

### Qualifying
| Pos. | Fahrer                | Konstrukteur     | Q1         | Q2         | Start |
| ---- | --------------------- | ---------------- | ---------- | ---------- | ----- |
| 01   | Rubens Barrichello    | Ferrari          | keine Zeit | 1:21,209   | 01    |
| 02   | Jarno Trulli          | Renault          | 1:19,963   | 1:21,381   | 02    |
| 03   | Kimi Räikkönen        | McLaren-Mercedes | 1:21,065   | 1:21,695   | 03    |
| 04   | Ralf Schumacher       | Williams-BMW     | 1:19,788   | 1:21,727   | 04    |
| 05   | Michael Schumacher    | Ferrari          | 1:19,474   | 1:21,867   | 05    |
| 06   | Cristiano da Matta    | Toyota           | 1:20,765   | 1:22,081   | 06    |
| 07   | Juan Pablo Montoya    | Williams-BMW     | 1:19,749   | 1:22,214   | 07    |
| 08   | Fernando Alonso       | Renault          | 1:19,907   | 1:22,404   | 08    |
| 09   | Jacques Villeneuve    | BAR-Honda        | 1:21,084   | 1:22,591   | 09    |
| 10   | Antonio Pizzonia      | Jaguar-Cosworth  | 1:20,877   | 1:22,634   | 10    |
| 11   | Mark Webber           | Jaguar-Cosworth  | 1:20,171   | 1:22,647   | 11    |
| 12   | David Coulthard       | McLaren-Mercedes | 1:19,968   | 1:22,811   | 12    |
| 13   | Olivier Panis         | Toyota           | 1:19,959   | 1:23,042   | 13    |
| 14   | Heinz-Harald Frentzen | Sauber-Petronas  | 1:21,363   | 1:23,187   | 14    |
| 15   | Giancarlo Fisichella  | Jordan-Ford      | 1:21,500   | 1:23,574   | 15    |
| 16   | Nick Heidfeld         | Sauber-Petronas  | 1:21,211   | 1:23,844   | 16    |
| 17   | Ralph Firman          | Jordan-Ford      | 1:22,335   | 1:24,385   | 17    |
| 18   | Justin Wilson         | Minardi-Cosworth | keine Zeit | 1:25,468   | 18    |
| 19   | Jos Verstappen        | Minardi-Cosworth | 1:23,418   | 1:25,759   | 19    |
| 20   | Jenson Button         | BAR-Honda        | 1:20,569   | keine Zeit | 20    |

### Rennen
| Pos. | Fahrer                | Konstrukteur     | Runden | Stopps | Zeit        | Start | Schnellste Runde |
| ---- | --------------------- | ---------------- | ------ | ------ | ----------- | ----- | ---------------- |
| 01   | Rubens Barrichello    | Ferrari          | 60     | 2      | 1:28:37,554 | 01    | 1:22,236 (38.)   |
| 02   | Juan Pablo Montoya    | Williams-BMW     | 60     | 2      | + 5,462     | 07    | 1:22,938 (33.)   |
| 03   | Kimi Räikkönen        | McLaren-Mercedes | 60     | 2      | + 10,656    | 03    | 1:22,911 (09.)   |
| 04   | Michael Schumacher    | Ferrari          | 60     | 2      | + 25,648    | 05    | 1:23,024 (10.)   |
| 05   | David Coulthard       | McLaren-Mercedes | 60     | 3      | + 36,827    | 12    | 1:22,692 (60.)   |
| 06   | Jarno Trulli          | Renault          | 60     | 2      | + 43,067    | 02    | 1:22,797 (09.)   |
| 07   | Cristiano da Matta    | Toyota           | 60     | 3      | + 45,085    | 06    | 1:23,528 (32.)   |
| 08   | Jenson Button         | BAR-Honda        | 60     | 2      | + 45,478    | 20    | 1:23,912 (53.)   |
| 09   | Ralf Schumacher       | Williams-BMW     | 60     | 3      | + 58,032    | 04    | 1:22,943 (10.)   |
| 10   | Jacques Villeneuve    | BAR-Honda        | 60     | 2      | + 1:03,569  | 09    | 1:23,705 (57.)   |
| 11   | Olivier Panis         | Toyota           | 60     | 3      | + 1:05,207  | 13    | 1:23,463 (47.)   |
| 12   | Heinz-Harald Frentzen | Sauber-Petronas  | 60     | 2      | + 1:05,564  | 14    | 1:23,933 (58.)   |
| 13   | Ralph Firman          | Jordan-Ford      | 59     | 2      | + 1 Runde   | 17    | 1:25,087 (33.)   |
| 14   | Mark Webber           | Jaguar-Cosworth  | 59     | 3      | + 1 Runde   | 11    | 1:23,833 (28.)   |
| 15   | Jos Verstappen        | Minardi-Cosworth | 58     | 2      | + 2 Runden  | 19    | 1:27,021 (02.)   |
| 16   | Justin Wilson         | Minardi-Cosworth | 58     | 2      | + 2 Runden  | 18    | 1:25,859 (09.)   |
| 17   | Nick Heidfeld         | Sauber-Petronas  | 58     | 3      | + 2 Runden  | 16    | 1:24,537 (09.)   |
| –    | Fernando Alonso       | Renault          | 52     | 2      | DNF         | 08    | 1:22,819 (37.)   |
| –    | Giancarlo Fisichella  | Jordan-Ford      | 44     | 2      | DNF         | 15    | 1:24,823 (40.)   |
| –    | Antonio Pizzonia      | Jaguar-Cosworth  | 32     | 2      | DNF         | 10    | 1:23,158 (09.)   |

## WM-Stände nach dem Rennen
Die ersten acht des Rennens bekamen 10, 8, 6, 5, 4, 3, 2 bzw. 1 Punkt(e).

### Fahrerwertung
| Pos. | Fahrer             | Konstrukteur     | Punkte |
| ---- | ------------------ | ---------------- | ------ |
| 01   | Michael Schumacher | Ferrari          | 69     |
| 02   | Kimi Räikkönen     | McLaren-Mercedes | 62     |
| 03   | Juan Pablo Montoya | Williams-BMW     | 55     |
| 04   | Ralf Schumacher    | Williams-BMW     | 53     |
| 05   | Rubens Barrichello | Ferrari          | 49     |
| 06   | Fernando Alonso    | Renault          | 39     |
| 07   | David Coulthard    | McLaren-Mercedes | 33     |
| 08   | Jarno Trulli       | Renault          | 16     |
| 09   | Mark Webber        | Jaguar-Cosworth  | 12     |
| 10   | Jenson Button      | BAR-Honda        | 11     |

| Pos. | Fahrer                | Konstrukteur     | Punkte |
| ---- | --------------------- | ---------------- | ------ |
| 11   | Giancarlo Fisichella  | Jordan-Ford      | 10     |
| 12   | Heinz-Harald Frentzen | Sauber-Petronas  | 7      |
| 13   | Cristiano da Matta    | Toyota           | 5      |
| 14   | Jacques Villeneuve    | BAR-Honda        | 3      |
| 15   | Nick Heidfeld         | Sauber-Petronas  | 2      |
| 16   | Olivier Panis         | Toyota           | 2      |
| 17   | Ralph Firman          | Jordan-Ford      | 1      |
| 18   | Antonio Pizzonia      | Jaguar-Cosworth  | 0      |
| 19   | Jos Verstappen        | Minardi-Cosworth | 0      |
| 20   | Justin Wilson         | Minardi-Cosworth | 0      |

### Konstrukteurswertung
| Pos. | Konstrukteur     | Punkte |
| ---- | ---------------- | ------ |
| 01   | Ferrari          | 118    |
| 02   | Williams-BMW     | 108    |
| 03   | McLaren-Mercedes | 95     |
| 04   | Renault          | 55     |
| 05   | BAR-Honda        | 14     |

| Pos. | Konstrukteur     | Punkte |
| ---- | ---------------- | ------ |
| 06   | Jaguar-Cosworth  | 12     |
| 07   | Jordan-Ford      | 11     |
| 08   | Sauber-Petronas  | 9      |
| 09   | Toyota           | 7      |
| 10   | Minardi-Cosworth | 0      |